# Procamallanus planoratus
Procamallanus planoratus är en rundmaskart som beskrevs av Chintamani R. Kulkarni 1935. Procamallanus planoratus ingår i släktet Procamallanus och familjen Camallanidae. Inga underarter finns listade i Catalogue of Life.